# Alpha FM Goiânia
Alpha FM Goiânia é uma emissora de rádio brasileira sediada em Goiânia, capital do estado de Goiás. Opera no dial FM, na frequência 102.1 MHz, e é afiliada à Alpha FM. A frequência está no ar desde 2011, quando operava com um projeto de rede intitulado Demais FM.

## História
A frequência 102.1 MHz entrou no ar em 2011, transmitindo programação em caráter experimental. A partir de maio, passou a ser identificada como Demais FM (estilizado D+ FM), com formato popular. Em comunicado, a emissora informou que o novo projeto tinha a intensão de ser uma rede de rádio, inicialmente com expansão em concessões próprias. A emissora estreou oficialmente em 1.º de agosto de 2011 e sua equipe inicial de locutores contava com Reginaldo Lucena, Fred Mayer, Vangi Souza, Andrei Lopes, Alysson Lima, Teresa Ribeiro, Jota Sobrinho e Helder.
No mês de outubro, a Rede Demais FM inicia sua expansão e estreia no estado de São Paulo, através da FM 107.9 MHz de Tanabi, cobrindo a região de São José do Rio Preto. Posteriormente, inaugura sua emissora em Guariba, operando em 105.3 MHz focando a região de Jaboticabal. As cidades de Sales Oliveira (FM 96.3 MHz), com foco para a região de Ribeirão Preto, e Planaltina (FM 96.5 MHz), com abrangência em Brasília, também estavam com operação experimental da nova rede. A última inauguração foi em Presidente Prudente, operando a partir da FM 103.7 MHz.
Em março de 2012, as operações da Rede Demais FM foram interrompidas. A previsão era de que a rede ficasse inoperante por 90 dias, mas havia a possibilidade das afiliadas passarem a repetir outras programações. Entretanto, Goiânia foi a única emissora que continuou operando com a marca Demais FM. As antigas emissoras continuaram com a programação popular, somente com a identificação da frequência. A partir de maio, todas as afiliadas que integravam a Rede Demais FM passaram a repetir progressivamente a programação da Rede Pai Eterno.
No fim do mês de março de 2013, foi assinado um contrato de afiliação com a Mix FM, confirmando a estreia da nova afiliada para abril. Já no mês seguinte, a marca Demais FM deixa Goiânia e inicia programação de expectativa para a estreia da Mix FM. A estreia oficial da Mix FM Goiânia ocorreu às 15h de 29 de abril, com apresentação para a rede. Com a nova programação, a emissora passou a crescer em audiência. Em 2016, registrou o maior volume de audiência desde a estreia.
Após 3 anos operando como afiliada da Mix FM e diversas mudanças em sua gestão, a 102.1 MHz interrompeu a transmissão da rede às 22h de 29 de abril de 2016 e passou a executar programação no formato adulto-contemporâneo. As chamavas de expectativa faziam alusão à estreia de uma nova emissora chamada Alpha FM, sem informações oficiais de que se tratava de uma afiliada da emissora homônima de São Paulo, que até então não tinha um projeto de rede. A oficialização da parceria foi informada dias depois pela assessoria de imprensa da 102.1 MHz e sua estreia ocorreu em junho, marcando a inauguração da primeira afiliada da emissora paulista, num projeto onde a Alpha FM Goiânia opera de forma local, somente usando plástica e formato original dos programas.
A partir da estreia da Alpha FM Goiânia, a frequência continuou crescendo em audiência e em de outubro de 2016 já aparecia como líder entre as emissoras adulto-contemporâneas de Goiânia. Em abril de 2017, já estava próxima das cinco emissoras de maior audiência da região.